# Kunheim
Kunheim [kynaɪm] est une commune française située dans la circonscription administrative du Haut-Rhin et, depuis le 1er janvier 2021, dans le territoire de la Collectivité européenne d'Alsace, en région Grand Est.
Cette commune se trouve dans la région historique et culturelle d'Alsace. En alsacien, le nom de la commune se prononce [kyana].

## Géographie

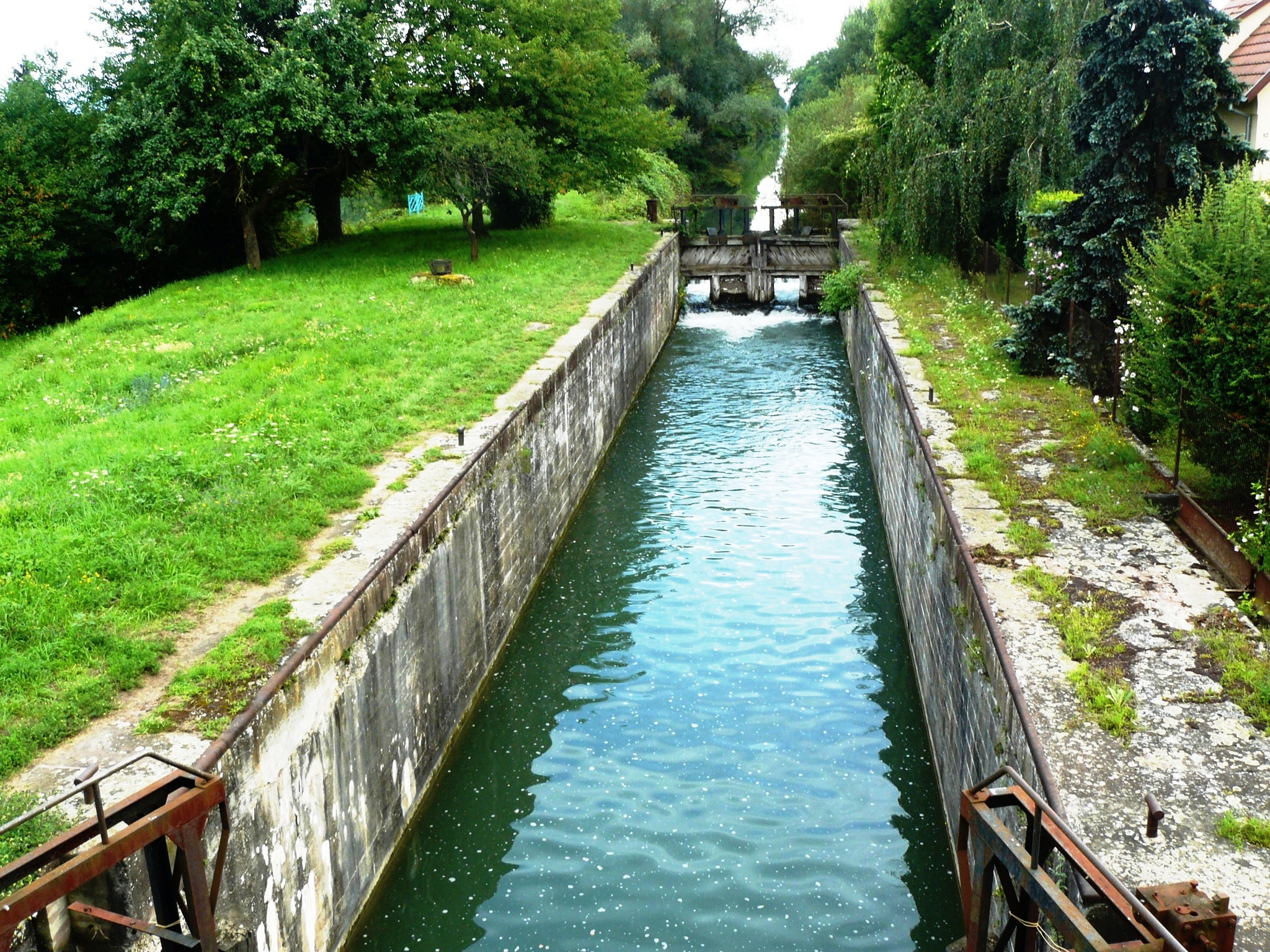
Écluse de Kunheim sur l’ancien canal du Rhin au Rhône

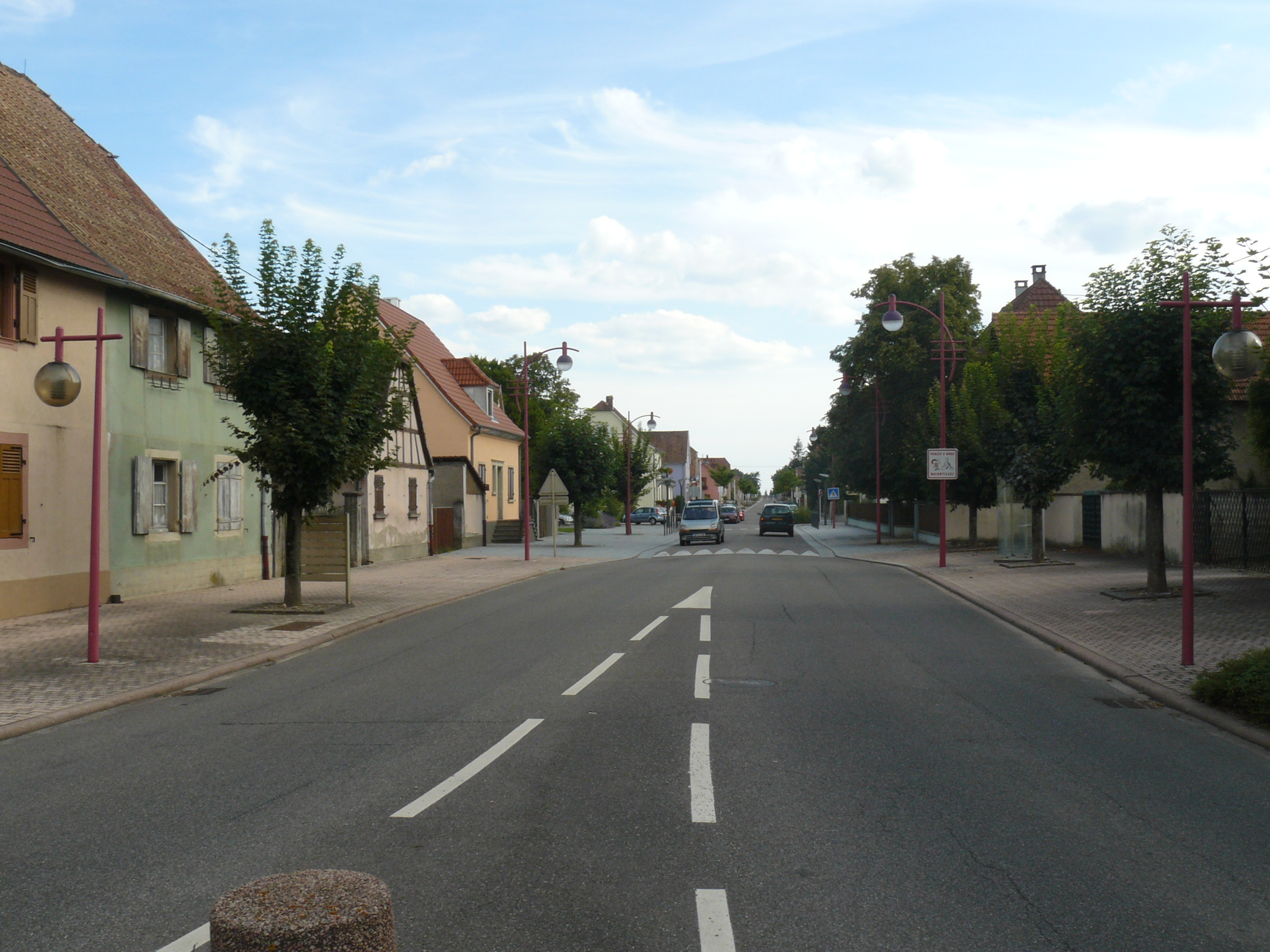
Artère principale de Kunheim.

Kunheim fait partie du canton d'Andolsheim et de l'arrondissement de Colmar. Kunheim se trouve à environ 15 km de Colmar, la grande ville la plus proche. La proximité de la voie rapide A 35 à la sortie de Colmar permet d'atteindre facilement les grandes métropoles alsaciennes : Mulhouse, Colmar, Sélestat et Strasbourg.
Insolite : la situation climatique et géologique de la région Hardt Nord permet la plantation en terre du palmier Trachycarpus fortunei, lequel peut atteindre plusieurs mètres de haut. Certains sont visibles à Kunheim face à la mairie.
| Durrenentzen | Baltzenheim |                                   |
| Urschenheim  | Kunheim     | Le Rhin Vieux-Brisach (Allemagne) |
|              | Biesheim    |                                   |

### Cours d'eau
- Sur la commune de Kunheim (68320) passent, l’ancien canal du Rhin au Rhône et le canal de Neuf-Brisach
- le Rhin.

### Lieux-dits et écarts
À Kunheim, il n'y a pas de lieux-dits ou écarts.

### Toponymie
- Choneshaim, 785 ;
- Cuonenhaim, XIIIe siècle.

### Hydrographie

#### Réseau hydrographique
La commune est dans le bassin versant du Rhin au sein du bassin Rhin-Meuse. Elle est drainée par le canal du Rhône au Rhin, le Rhin, le canal de Neuf-Brisach, le Muhlbach de Schoenau, le canal de Colmar et le Riedgraben,,.
Le canal du Rhône au Rhin est un canal français qui relie la Saône, affluent navigable du Rhône, au Rhin, par la vallée du Doubs et son prolongement en Haute Alsace jusqu'à Niffer sur le Rhin, un autre prolongement rejoignant Strasbourg par la canalisation de l'Ill. La commune est sur la section qui relie Valdieu-Lutran à Saint-Symphorien-sur-Saône. 
Le Rhin, long de 1 233 km est le plus long fleuve se déversant dans la mer du Nord et de l'une des voies navigables les plus fréquentées du monde. Il traverse la Suisse, l'Autriche, l'Allemagne et les Pays-Bas et marque la frontière entre l'Allemagne et la France. 
Le canal de Neuf-Brisach, d'une longueur de 35 km, est un canal, chenal non navigable qui relie la commune de Biesheim la commune, où il se jette dans le canal du Rhône au Rhin. 

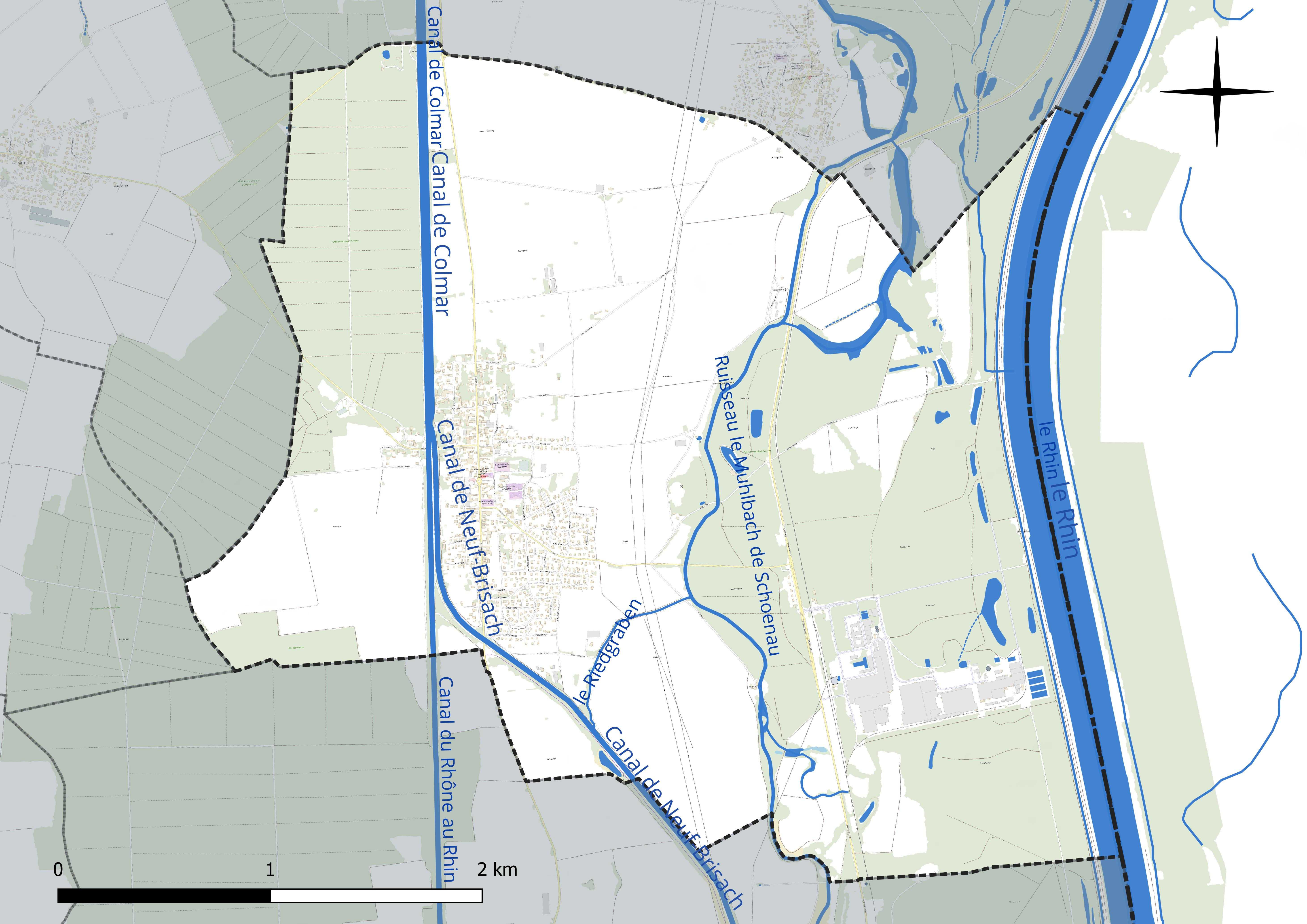
Réseau hydrographique de Kunheim.

Le Muhlbach de Schoenau, d'une longueur de 31 km, prend sa source dans la commune de Biesheim et se jette  dans la canal d'alimentation du Bassin de Plobsheim à Sundhouse, après avoir traversé dix communes. 
Le canal de Colmar, d'une longueur de 14 km, est un canal, chenal non navigable qui relie la commune  à Artzenheim, où il se jette dans le canal du Rhône au Rhin. 

#### Gestion et qualité des eaux
Le territoire communal est couvert par le schéma d'aménagement et de gestion des eaux (SAGE) « Ill Nappe Rhin ». Ce document de planification concerne la nappe phréatique rhénane, les cours d'eau de la plaine d'Alsace et du piémont oriental du Sundgau, les canaux situés entre l'Ill et le Rhin et les zones humides de la plaine d'Alsace. Le périmètre s’étend sur 3 596 km2. Il a été approuvé le 17 janvier 2005. La structure porteuse de l'élaboration et de la mise en œuvre est la région Grand Est. 
La qualité des cours d’eau peut être consultée sur un site dédié géré par les agences de l’eau et l’Agence française pour la biodiversité. 

### Climat
Pour des articles plus généraux, voir Climat du Grand Est et Climat du Haut-Rhin.
En 2010, le climat de la commune est de type climat océanique altéré, selon une étude du Centre national de la recherche scientifique s'appuyant sur une série de données couvrant la période 1971-2000. En 2020, Météo-France publie une typologie des climats de la France métropolitaine dans laquelle la commune est exposée à un climat semi-continental et est dans la région climatique  Alsace, caractérisée par une pluviométrie faible, particulièrement en automne et en hiver, un été chaud et bien ensoleillé, une humidité de l’air basse au printemps et en été, des vents faibles et des brouillards fréquents en automne (25 à 30 jours). 
Pour la période 1971-2000, la température annuelle moyenne est de 10,5 °C, avec une amplitude thermique annuelle de 17,8 °C. Le cumul annuel moyen de précipitations est de 626 mm, avec 7,6 jours de précipitations en janvier et 9,5 jours en juillet. Pour la période 1991-2020, la température moyenne annuelle observée sur la station météorologique de Météo-France la plus proche, « Colmar-Inra », sur la commune de Colmar à 13 km à vol d'oiseau, est de 11,3 °C et le cumul annuel moyen de précipitations est de 558,0 mm. 
La température maximale relevée sur cette station est de 39,6 °C, atteinte le 13 août 2003 ; la température minimale est de −22,5 °C, atteinte le 22 février 1986,,. 
Les paramètres climatiques de la commune ont été estimés pour le milieu du siècle (2041-2070) selon différents scénarios d'émission de gaz à effet de serre à partir des nouvelles projections climatiques de référence DRIAS-2020. Ils sont consultables sur un site dédié publié par Météo-France en novembre 2022.

## Urbanisme

### Typologie
Au 1er janvier 2024, Kunheim est catégorisée bourg rural, selon la nouvelle grille communale de densité à sept niveaux définie par l'Insee en 2022.
Elle est située hors unité urbaine. Par ailleurs la commune fait partie de l'aire d'attraction de Colmar, dont elle est une commune de la couronne,. Cette aire, qui regroupe 95 communes, est catégorisée dans les aires de 50 000 à moins de 200 000 habitants,.

### Occupation des sols

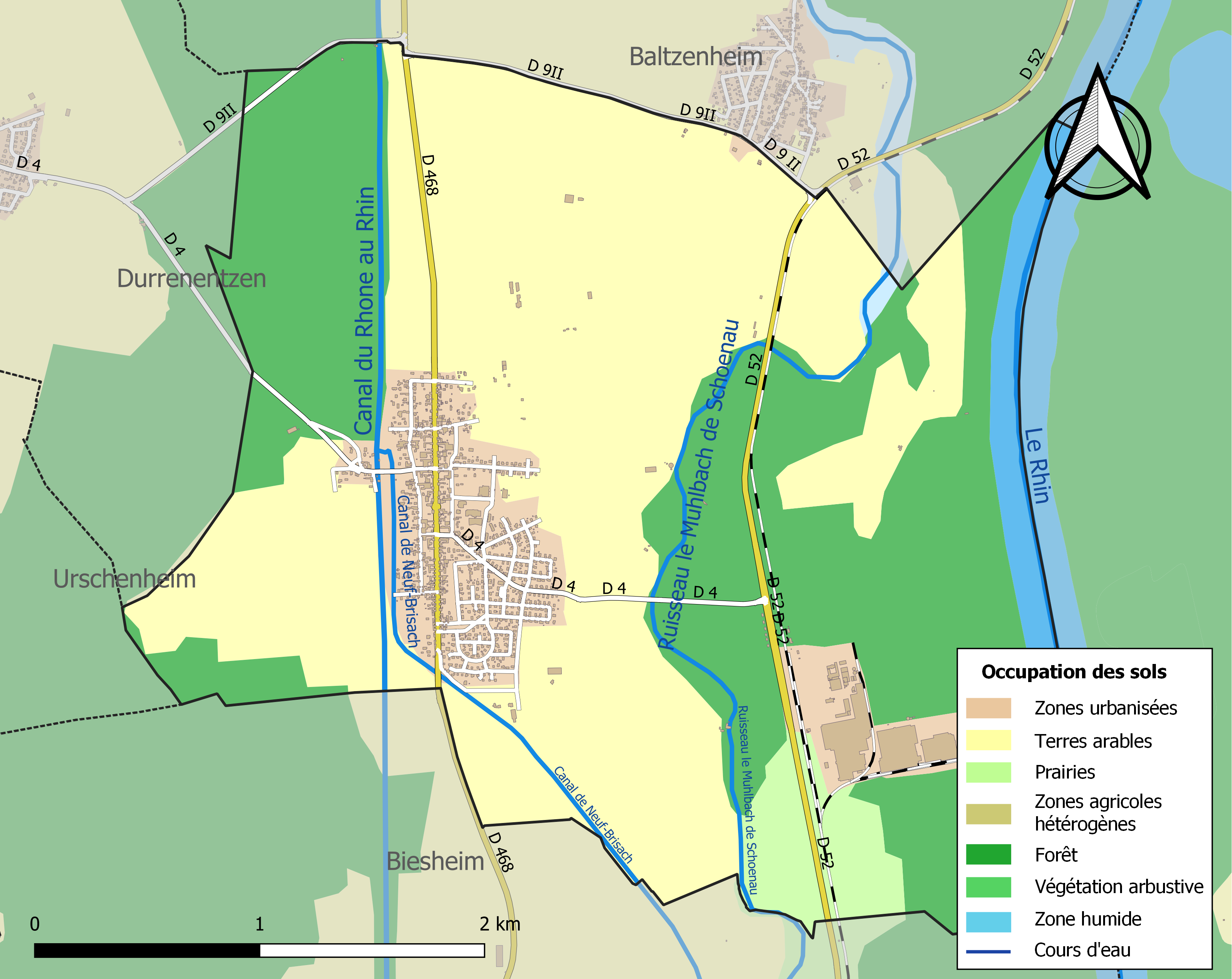
Carte des infrastructures et de l'occupation des sols de la commune en 2018 (CLC).

L'occupation des sols de la commune, telle qu'elle ressort de la base de données européenne d’occupation biophysique des sols Corine Land Cover (CLC), est marquée par l'importance des territoires agricoles (49,5 % en 2018), une proportion sensiblement équivalente à celle de 1990 (49,9 %). La répartition détaillée en 2018 est la suivante : 
terres arables (45,8 %), forêts (35,9 %), zones urbanisées (7,4 %), eaux continentales (3,9 %), prairies (3,7 %), zones industrielles ou commerciales et réseaux de communication (3,1 %), zones humides intérieures (0,2 %).
L'IGN met par ailleurs à disposition un outil en ligne permettant de comparer l’évolution dans le temps de l’occupation des sols de la commune (ou de territoires à des échelles différentes). Plusieurs époques sont accessibles sous forme de cartes ou photos aériennes : la carte de Cassini (XVIIIe siècle), la carte d'état-major (1820-1866) et la période actuelle (1950 à aujourd'hui).

## Histoire

### Moyen Âge
Entre 630 et 700, une nécropole mérovingienne occupe la partie sud de la commune, au lieu-dit Himmelreich. Située en bordure d’une voie romaine prolongeant le cardo maximus du vicus d’Oedenburg, à moins de deux kilomètres de là, elle pourrait occuper l’emplacement de l’ancien cimetière de cette ville. Sa présence laisse à penser que le village de Kunheim, mentionné pour la première fois en 785 sous le nom de Cuonenheim, existait peut-être déjà à cette époque.
À partir du Xe siècle le bourg passe entre les mains des seigneurs de Horbourg. Plusieurs couvents possèdent des terres à Kunheim. C'est le cas par exemple de l'abbaye d'Erstein qui en 1023 reçoit des mains de Henri II du Saint-Empire romain germanique (973–1024) des terrains dans la commune. Deux siècles plus tard, vers 1324 la famille des Horbourg vend ses terres aux comtes de Wurtemberg, qui confient la moitié du village, à leur tour en 1394 aux seigneurs de Rathsamhausen Zu Ehenweyer, puis le village entier à partir du XVIe siècle.

### Temps modernes
En 1601, la Réforme est tardivement introduite dans le village. Entre Kunheim et Biesheim existait autrefois un village nommé Edenbourg, qui figure sur la carte de Speckel (1576) et sur celle de Merian (1645) qui aurait été détruit en 1638. On y a découvert une figure bizarre de grès calcaire haute de onze pouces et large de neuf, qui tenait entre les dents un grand chêne dont elle mordait la capsule et dont la tige très déliée ne faisait pas corps avec le gland, des fragments de poterie semblable à celle des Étrusques, un bas relief représentant la moitié d'un athlète etc. En 1633 lors de la guerre de Trente Ans la population est assaillie par les Suédois qui se livrent aux pires exactions. La peste et la famine déclarées en 1636 anéantit le village entier. Le village est repeuplé en 1650 grâce à l'arrivée de Suisses alémaniques et des rares survivants cachés dans les environs. La peste apparaît à nouveau vers 1663 et décime une partie de la population. Au XVIIIe siècle un grave incendie, puis des inondations répétées du Rhin, surtout en 1766 déplacent le village de 1 km à l'est avec le concours des communes voisines appelées à l'aide.

### Époque contemporaine
Après la réalisation du Grand canal d'Alsace et la création de zones rhénanes, la commune connaît une expansion sans limite. Évacué dès septembre 1939, Kunheim est gravement sinistré lors de l'offensive allemande de juin 1940. Une grande partie de la population se réfugie à Casteljaloux, en Lot-et-Garonne. Cet événement devint le thème du jumelage entre Kunheim et Casteljaloux, officialisé 60 ans plus tard en juin 1999. Le 16 juin 1940, le village a été très touché par les tirs d'artillerie allemande. Lors de la libération de la commune le 2 février 1945, le village est une nouvelle fois affecté par les tirs de l'artillerie allemande. L'après-guerre se révèle fertile sur le plan économique : création du port de Colmar-Neuf-Brisach qui attire des industriels à investir dans la région. En 1962, la cartonnerie de Kaysersberg s'installe dans le canton et installe une usine de carton ondulé, puis trois ans plus tard une usine de papier.

### Héraldique
| Blason de Kunheim | Les armes de Kunheim se blasonnent ainsi : « D'argent à la fasce de sinople, au chevron écimé de gueules et touchant le trait du chef». |

## Politique et administration

### Jumelages
- Casteljaloux (France).

## Démographie
L'évolution du nombre d'habitants est connue à travers les recensements de la population effectués dans la commune depuis 1793. Pour les communes de moins de 10 000 habitants, une enquête de recensement portant sur toute la population est réalisée tous les cinq ans, les populations de référence des années intermédiaires étant quant à elles estimées par interpolation ou extrapolation. Pour la commune, le premier recensement exhaustif entrant dans le cadre du nouveau dispositif a été réalisé en 2004.

En 2022, la commune comptait 1 857 habitants, en évolution de +6,3 % par rapport à 2016 (Haut-Rhin : +0,66 %, France hors Mayotte : +2,11 %).
| 1793 | 1800 | 1806 | 1821 | 1831 | 1836 | 1841 | 1846 | 1851 |
| ---- | ---- | ---- | ---- | ---- | ---- | ---- | ---- | ---- |
| 261  | 283  | 394  | 514  | 622  | 614  | 666  | 731  | 724  |

| 1856 | 1861 | 1866 | 1871 | 1875 | 1880 | 1885 | 1890 | 1895 |
| ---- | ---- | ---- | ---- | ---- | ---- | ---- | ---- | ---- |
| 666  | 700  | 735  | 704  | 707  | 715  | 687  | 697  | 685  |

| 1900 | 1905 | 1910 | 1921 | 1926 | 1931 | 1936 | 1946 | 1954 |
| ---- | ---- | ---- | ---- | ---- | ---- | ---- | ---- | ---- |
| 654  | 642  | 600  | 593  | 557  | 563  | 536  | 498  | 548  |

| 1962 | 1968 | 1975  | 1982  | 1990  | 1999  | 2004  | 2006  | 2009  |
| ---- | ---- | ----- | ----- | ----- | ----- | ----- | ----- | ----- |
| 600  | 752  | 1 035 | 1 179 | 1 313 | 1 569 | 1 691 | 1 772 | 1 764 |

| 2014  | 2019  | 2022  | - | - | - | - | - | - |
| ----- | ----- | ----- | - | - | - | - | - | - |
| 1 777 | 1 795 | 1 857 | - | - | - | - | - | - |

## Lieux et monuments

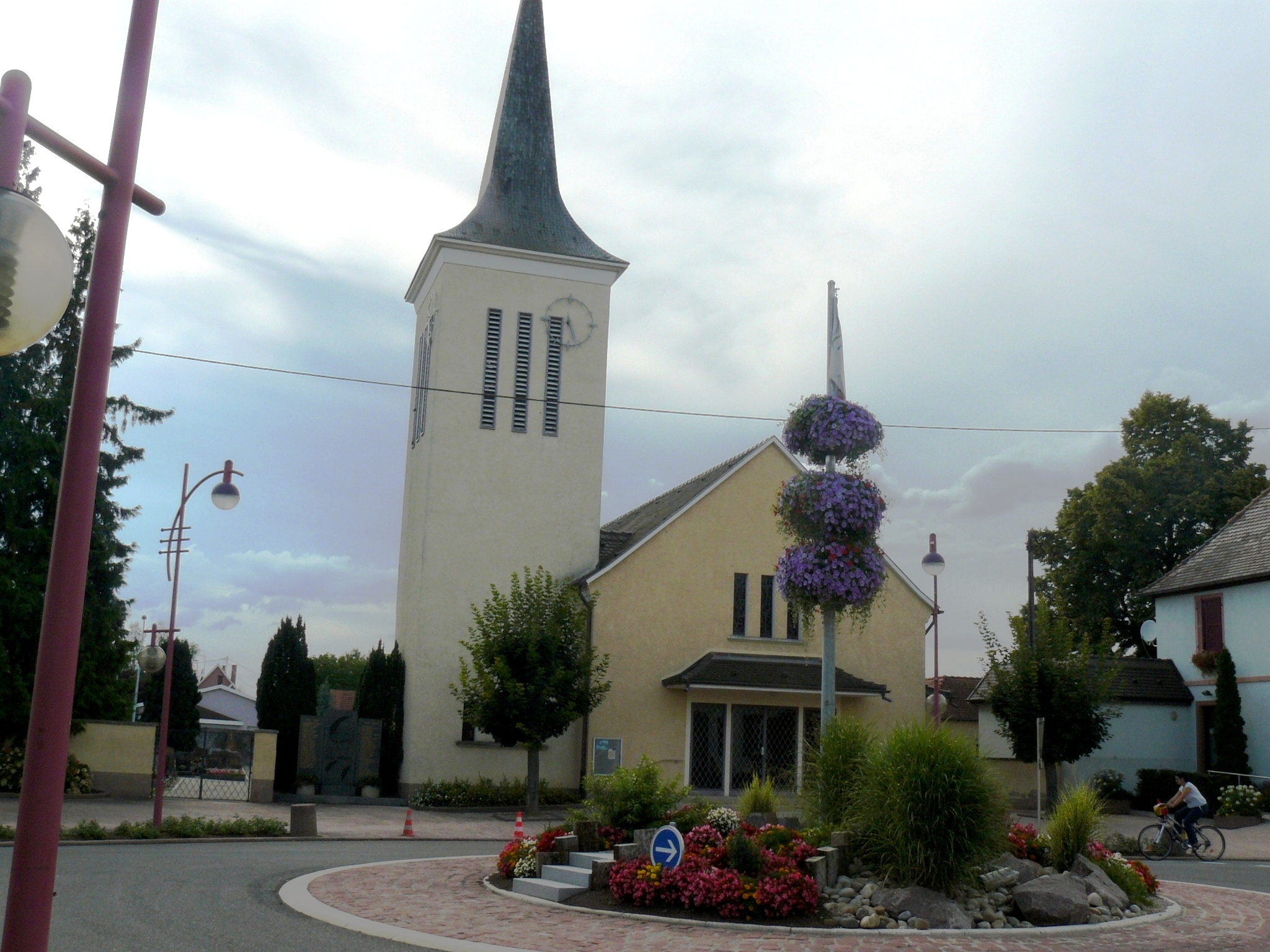
Église de Kunheim.

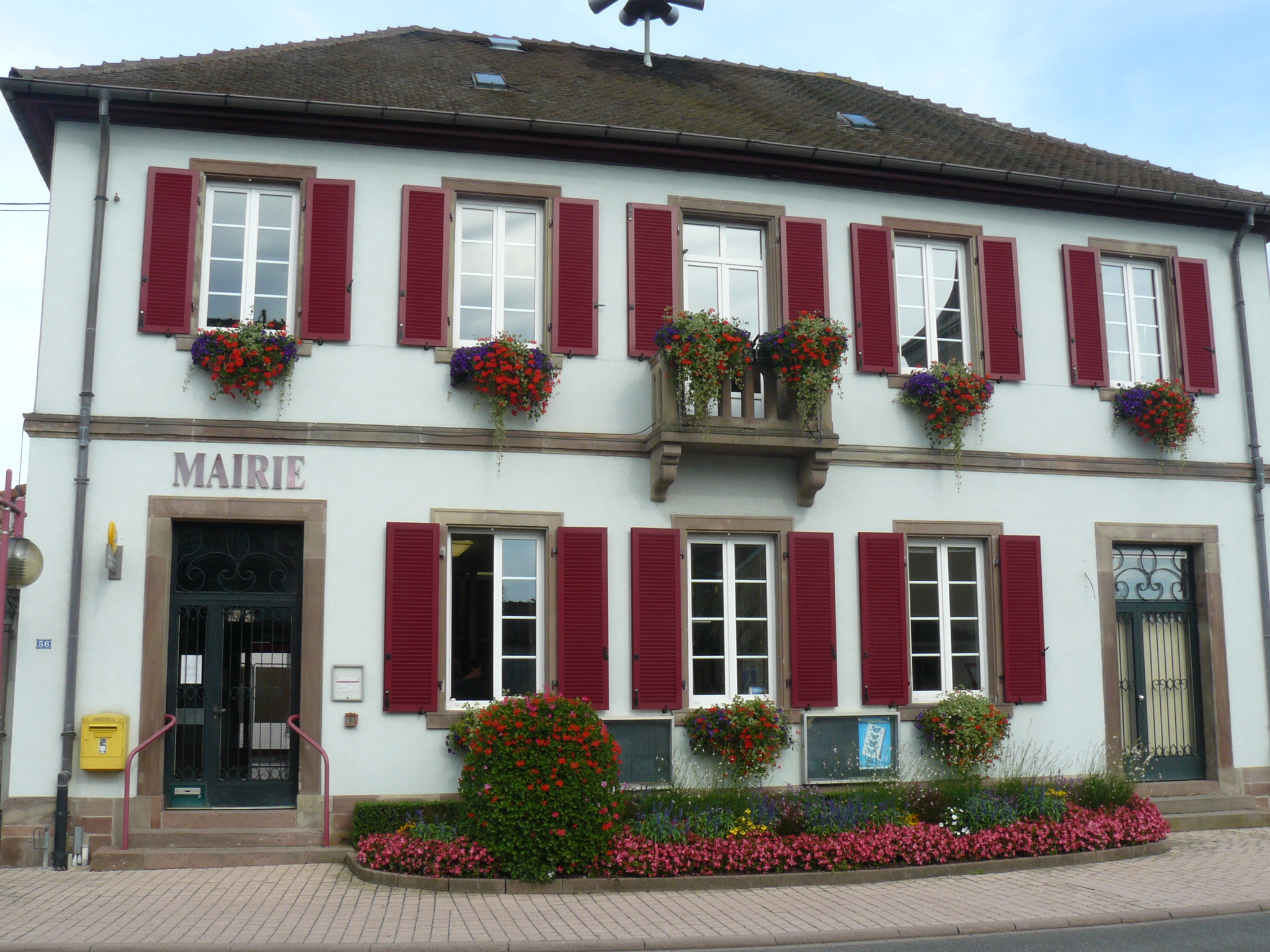
Mairie de Kunheim.

### L’église de Kunheim
L'ancienne église fut détruite le 16 juin 1940.

Notice no IA68004944, sur la plateforme ouverte du patrimoine, base Mérimée, ministère français de la Culture

### Maison Husser-Ritzenthaler (1761)
Notice no IA68004960, sur la plateforme ouverte du patrimoine, base Mérimée, ministère français de la Culture

### Ferme Hofert (1766)
Notice no IA68004958, sur la plateforme ouverte du patrimoine, base Mérimée, ministère français de la Culture

### Ferme duXIXesiècleà pans de bois
Notice no IA68004959, sur la plateforme ouverte du patrimoine, base Mérimée, ministère français de la Culture

### Mairie-école (1863)
Elle abrite une poste depuis une date indéterminée.

Notice no IA68004956, sur la plateforme ouverte du patrimoine, base Mérimée, ministère français de la Culture

## Personnalités liées à la commune
- Jean-Frédéric Aufschlager (1766-1833), pédagogue, historien et écrivain.